# Mike Pinder
Mike Pinder, właśc. Michael Thomas Pinder (ur. 27 grudnia 1941 w Erdington, zm. 24 kwietnia 2024) – brytyjski muzyk, klawiszowiec i wokalista zespołu The Moody Blues.

## Życiorys
Urodził się w Erdington w rodzinie Berta i Gladys Pinderów. Na przełomie lat 50. i 60. grał w rockowym zespole „El Riot and the Rebels”, gdzie poznał przyszłych kolegów z The Moody Blues – Raya Thomasa i Johna Lodge’a. Później Pinder i Thomas grali razem w zespole „Krew Cats”, który nie odniósł większych sukcesów.
Mniej więcej w tym czasie Pinder został zatrudniony w firmie Streetly Electronics, produkującej melotrony.

### The Moody Blues
Pinder, Thomas oraz Denny Laine, Clint Warwick i Graeme Edge założyli The Moody Blues w 1964 r. Po wydaniu singla „Go Now” w 1965 r. Pinder nabył melotron firmy Streetly, którego używał podczas wielu następnych nagrań zespołu, począwszy od singla „Love and Beauty”. Zainteresował melotronem Beatlesów, którzy wykorzystali go w nagraniu „Strawberry Fields Forever”.
Pinder był jednym z pierwszych muzyków, którzy grali na melotronie podczas koncertów. Melotron był łatwo się psującym instrumentem. Podczas pierwszego koncertu zespołu w USA tył melotronu otworzył się, co spowodowało wypadnięcie taśmy magnetycznej. Pinder natychmiast wziął się za naprawę i doprowadził instrument do porządku w 20 minut. W międzyczasie publiczność oglądała kreskówki z Królikiem Bugsem.
Zespół The Moody Blues zawiesił działalność w 1974 r., a Pinder przeniósł się do Kalifornii. W 1976 r. wydał solowym album The Promise. W 1977 r. zespół ponownie się zebrał. Pinder brał udział w nagraniach (album Octave), jednak odmówił wzięcia udziału w trasie i w 1979 r. definitywnie opuścił zespół.
Pinder został następnie konsultantem w firmie Atari (zajmującej się wtedy syntezatorami muzycznymi), ponownie się ożenił, założył rodzinę i zamieszkał w Grass Valley w Kalifornii. Do połowy lat 90. nie był aktywny muzycznie. W 1994 r. wydał swój drugi album Among the Stars, który odniósł ograniczony sukces. Rok później ukazał się kolejny album A Planet With One Mind (1995).
Pracował w studiu nagraniowym nad projektami zarówno swoimi, jak i cudzymi, pomagając nowym artystom. Zorganizował konkurs dla autorów tekstów piosenek na stronie Songwars.

## Życie prywatne
Miał trzech synów, wszyscy są muzykami.
Najstarszy syn – Daniel jest konsultantem i edytorem muzyki filmowej. Pracował między innymi przy Piratach z Karaibów i Kodzie da Vinci. Pozostali dwaj synowie: Matt i Michael Lee występują jako The Pinder Brothers.
Zmarł 24 kwietnia 2024 w swoim domu w Kalifornii, w otoczeniu rodziny.